# ダニエル劇
ダニエル劇（ダニエルげき、ラテン語：Ludus Danielis, 英語：The Play of Daniel）は、中世フランスの典礼劇のひとつである。楽譜が完全な形で残されていること、その内容が旧約聖書に題材がありながら世俗的な内容を含むことから、典礼劇を代表する作品として今日でも上演されることが多い。北フランスのボーヴェ聖堂に由来し、1140年の新年の愚者祭（身分の低い聖職者が騒ぐ日）などのために作られたとされる。13世紀の完全な写本が大英博物館に保存されている。
物語は、旧約聖書のダニエル書による。新バビロニアの王宮の壁に奇妙な文字が記され、預言者ダニエルがこれを解読する物語（ダニエル書5章）と、ペルシアのダリウス王のもとで仕えるダニエルが罠にかけられ、獅子の洞窟に落とされるが、天使によって救われるという物語（ダニエル書6章）が含まれる。